# Frosinone Calcio
Frosinone Calcio ist ein 1906 gegründeter italienischer Fußballverein aus Frosinone in der Region Latium. Weitere Bezeichnungen sind I Leoni („Die Löwen“), I Ciociari („Die Ciociarianer“) und I Giallazzurri („Die Gelb-Blauen“).
Die Heimspielstätte des Vereins ist die 2017 erbaute 16.227 Plätze fassende PSC Arena.
Frosinone Calcio spielte in der Saison 2015/16 erstmals in der Serie A, nachdem innerhalb von zwei Spielzeiten der Durchmarsch aus der dritthöchsten Spielklasse gelungen war. Ab 2016/17 spielte der Klub jedoch wieder in der Serie B, unterbrochen von einem einjährigen Aufenthalt in der Serie A 2018/19.

## Geschichte

### Anfänge
Frosinone Calcio, ein Verein aus der latinischen Stadt Frosinone, wurde am 5. März 1906 als Union Sportive Frusinate gegründet. Der Verein mit dem Namen U.S. Frosinone spielte während der Zeit des faschistischen Regimes in Italien unter „Duce“ Benito Mussolini vor allem bei Turnieren. Zur Zeit der Regierung Mussolinis nannte sich der U.S. Frosinone eine Zeit lang „119.a Legione M.V.S.N.“, das war der Name der so genannten Schwarzhemden, der Kampfbünde im Italien der Zwischenkriegszeit. Der U.S. Frosinone wurde dann schließlich 1928 in Frosinone Calcio umbenannt. Vier Jahre später erbaute man in Frosinone das Stadio Comunale Matusa. Dieses Stadion war zu Beginn noch ein Sportplatz mit umzäumtem Spielfeld ohne Tribünen. Erst Ende der Dreißiger wurden die ersten Zuschauerränge gebaut. Heute fasst das „Matusa“ knapp 10.000 Zuschauer.
Im Jahr 1934 gelang es Frosinone Calcio erstmals, die Prima Divisione, wenig später in Serie C umbenannt, zu erreichen. Dort spielten zur damaligen Zeit auch heutige Spitzenmannschaften wie Udinese Calcio, FC Parma oder AC Siena. Allgemein schien sich damals in Frosinone ein kommender Spitzenverein zu entwickeln. Doch mit dem Beginn des Zweiten Weltkrieges 1939 endet auch der Vormarsch von Frosinone Calcio. Die Fußballmannschaft des Vereins verschwand nun von der Bildfläche.

### Wiederaufbau
Nachdem der Verein in den Wirren des Zweiten Weltkrieges aus den oberen Ligen verschwunden war, wurde die Fußballabteilung 1945 wiederbelebt. Man startete in der Prima Divisione Laziale. Zwei Jahre darauf gelang der erneute Aufstieg in die Serie C. Bis 1952 konnte sich der Verein fünf Jahre in der dritthöchsten italienischen Spielklasse halten. In besagtem Jahr gelang der Sprung in die neu gegründete IV Serie. Die IV Serie bestand von 1952 bis 1959 und war die dritthöchste Liga im italienischen Fußball. Bis zum Ende der IV Serie war Frosinone Calcio in dieser Liga vertreten. In der Saison 1958/59 wurde der Verein aus der IV Serie ausgeschlossen, da während eines Meisterschaftsspiels gegen Cosenza Calcio schwere Ausschreitungen entbrannten, die im Block Frosinones ihren Ursprung hatten. Bei diesen Ausschreitungen kam es zu Kämpfen zwischen den so genannten „Fans“ von Frosinone Calcio und der italienischen Polizei. Außerdem wurde der Schiedsrichter von einem aus dem Frosinone-Block geworfenen Gegenstand am Kopf getroffen und war eine Zeit lang ohnmächtig. Die Folge des Ausschlusses war der Abstieg aus der IV Serie, die nach dieser Saison sowieso abgeschafft wurde, und die Herabsetzung in die Serie D. Sportlich wäre ein Aufstieg in die Serie C durchaus möglich gewesen.

### Dritt- bis Fünftklassigkeit
Nach der Herabsetzung in die Serie D, die vierte Liga, tat sich Frosinone zunächst schwer, wieder in obere Ligen zurückzukehren. Man blieb bis 1966 in der Serie D, ehe wieder der Aufstieg in die Serie C gelang, wobei man nach einem Jahr zusammen mit der US Cremonese und Vis Pesaro sofort wieder abstieg. 1971 gelang dann erneut der Aufstieg in die Serie C. In dieser Saison ließ der Torwart von Frosinone Calcio in 34 Spielen gerade einmal acht Gegentreffer zu. In der Serie C spielten die Gelb-Blauen vier gute Spielzeiten. Die beste Platzierung war dabei ein siebenter Platz 1971/72. Doch drei Jahre später war die Zeit in der Drittklassigkeit wieder vorbei und es folgte erneut der Abstieg in die Serie D. Während dieser Zeit wurde die Serie C2, heute Lega Pro Seconda Divisione genannt, gegründet, welche die Serie D als vierte Liga ablöste und letztere nun zur fünften Spielklasse machte. Frosinone Calcio schaffte 1978 den Aufstieg in die Serie C2, doch schon in der ersten Saison in der neuen Liga folgte der Abstieg. Wiederum nur zwei Jahre später gelang die Rückkehr in die vierte Liga. Dort konnte sich Frosinone Calcio in den Folgejahren etablieren.

### Aufstieg bis in die Serie A

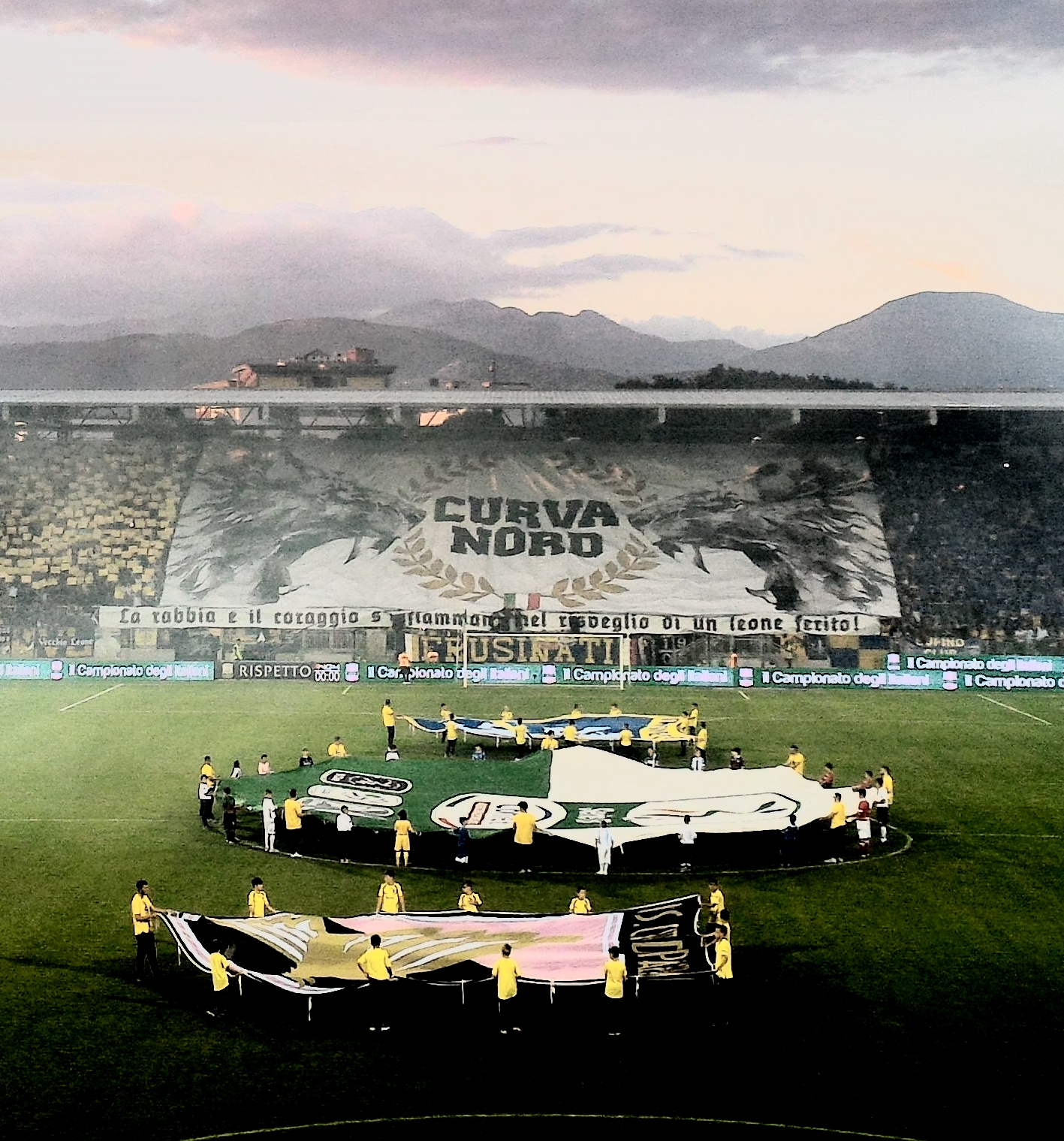
Blick auf die Curva Nord (2018)

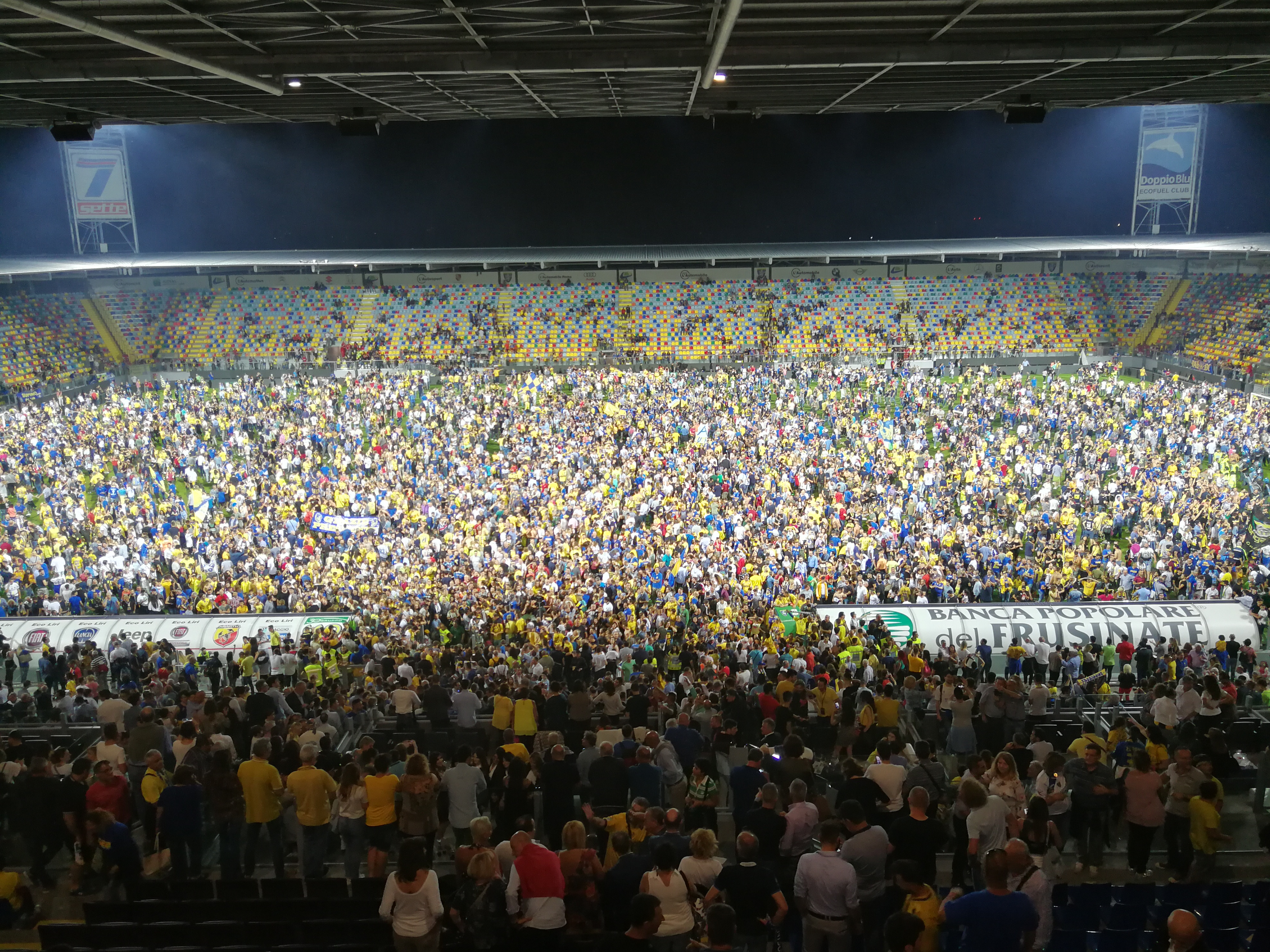
Fans feiern auf dem Spielfeld den Aufstieg in die Serie A

Frosinone Calcio blieb bis ins Jahr 1987 in der Serie C2. In der Saison 1986/87 gelang dann der Aufstieg in die Serie C1. Nach Platz 9 in der ersten Saison folgte ein Jahr darauf mit Rang 16 die Rückkehr in die Serie C2. Bis ins Jahr 2004 verharrte Frosinone Calcio nun in der vierten Liga. Dabei spielte der Verein sowohl Aufstiegsplay-offs (1996 gegen SC Albanova verloren) als auch Abstiegsplay-Outs (1998 gegen Albanova gewonnen). Im Jahr 2004 gelang schließlich der Sprung in die Serie C1. Gleich in der ersten Spielzeit in der Serie C1 erreichte der Verein Rang 5, woraufhin man Aufstiegsplay-offs gegen den AC Mantova bestritt, wo man allerdings den Kürzeren zog. Im gleichen Jahr kam die Mannschaft bis ins Finale der Coppa Italia Serie C. Das Endspiel ging gegen Spezia Calcio mit 1:1 und 0:1 verloren. In der Spielzeit 2005/06 gelang erstmals der Sprung in die zweite italienische Liga, die Serie B. Im Finale der Play-off-Spiele gegen die US Grosseto erreichte Frosinone Calcio ein 0:0 und ein 1:0, was bedeutete, dass das Team zusammen mit Spezia Calcio, dem CFC Genua und der SSC Neapel in die Serie B aufstieg. Dort etablierte sich Frosinone und belegte einige Jahre lang Platzierungen im gesicherten Mittelfeld, bis 2011 der neuerliche Abstieg in die jetzt in Lega Pro Prima Divisione umbenannte Serie C1 erfolgte. Nach zwei Saisonen in der dritthöchsten Spielklasse gelang der Mannschaft in den Spielzeiten 2013/14 und 2014/15 der Durchmarsch in die höchste italienische Liga Serie A. Bereits mehrere Spieltage vor dem Ende der Saison 2018/19 stand Frosinone Calcio jedoch als Absteiger in die Serie B fest. Im Jahre 2023 gelang als Tabellenerster in der Serie B der Wiederaufstieg in die Serie A. Nach der Saison 2023/24 erfolgt der erneute Abstieg.

## Kader der Profimannschaft (2024/25)
Stand: 17. Februar 2025
| Nr. |            | Position | Name                  |
| --- | ---------- | -------- | --------------------- |
| 1   | Italien    | TW       | Pierluigi Frattali    |
| 3   | Italien    | AB       | Riccardo Marchizza    |
| 4   | Italien    | AB       | Davide Biraschi       |
| 5   | Italien    | AB       | Giorgio Cittadini     |
| 6   | Serbien    | AB       | Lazar Zaknic          |
| 7   | Frankreich | ST       | Farès Ghedjemis       |
| 8   | Turkei     | MF       | İsak Vural            |
| 9   | Venezuela  | ST       | Alejandro Cichero     |
| 10  | Italien    | ST       | Giuseppe Ambrosino    |
| 11  | Slowenien  | ST       | Tjaš Begić            |
| 13  | Italien    | TW       | Alessandro Sorrentino |
| 15  | Italien    | AB       | Fabio Lucioni         |
| 17  | Georgien   | ST       | Giorgi Kvernadze      |
| 18  | Italien    | AB       | Davide Bettella       |
| 20  | Gabun      | MF       | Anthony Oyono         |
| 21  | Gabun      | AB       | Jérémy Oyono          |
| 23  | Albanien   | AB       | Sergio Kalaj          |
| 25  | Polen      | AB       | Przemysław Szymiński  |

| Nr. |                | Position | Name               |
| --- | -------------- | -------- | ------------------ |
| 27  | Italien        | ST       | Luigi Canotto      |
| 28  | Italien        | ST       | Filippo Destefano  |
| 30  | Italien        | AB       | Ilario Monterisi   |
| 31  | Italien        | TW       | Michele Cerofolini |
| 32  | Norwegen       | MF       | Emil Bohinen       |
| 36  | Italien        | TW       | Lorenzo Palmisani  |
| 37  | Italien        | ST       | Kevin Barcella     |
| 47  | Brasilien      | AB       | Mateus Lusuardi    |
| 55  | Gambia         | MF       | Ebrima Darboe      |
| 64  | Italien        | MF       | Matteo Cichella    |
| 70  | Italien        | ST       | Anthony Partipilo  |
| 74  | Italien        | ST       | Frank Tsadjout     |
| 77  | Italien        | AB       | Gianluca Di Chiara |
| 79  | Italien        | AB       | Gabriele Bracaglia |
| 80  | Griechenland   | MF       | Ilias Koutsoupias  |
| 90  | Italien        | ST       | Emanuele Pecorino  |
| 92  | Elfenbeinküste | MF       | Ben Lhassine Kone  |

## Ehemalige Spieler
- Stefano Colantuono (1992–1993)
- Salvatore Bocchetti (2007–2008)
- Gianluca Lapadula (2013)
- Daniele Verde (2015–2016)
- Oliver Kragl (2016–2017)
- Federico Gatti (2021–2022)
- Arijon Ibrahimović (2023–2024)

## Ehemalige Trainer
- Amedeo Amadei (1966–1967)
- Marco Baroni (2018–2019)
- Eugenio Corini (2011–2012)
- Virginio De Paoli (1977)
- Eusebio Di Francesco (2023–2024)
- Zeffiro Furiassi (1967–1968)
- Mario Genta (1956–1958)
- Bruno Giordano (1997–1998)
- Fabio Grosso (2021–2023)
- Francesco Moriero (2009–2010)
- Alessandro Nesta (2019–2021)
- Enzo Robotti (1988–1989)
- Massimo Silva (2002–2003)
- Roberto Stellone (2011 & 2012–2016)